# Racing de Santander
Real Racing Club de Santander is een Spaanse voetbalclub uit Santander in de regio Cantabrië. Thuisstadion is het El Sardinero met 22.346 plaatsen. Vanaf het seizoen 2022/23 speelt Racing in de Segunda División A.

## Historie
Racing de Santander werd opgericht op 14 juni 1913. In 1914 kreeg de club het predicaat Real (Koninklijk). In totaal speelde Racing 37 seizoenen in de Primera División en 32 in de Segunda A. Vijf jaargangen werden verder in lagere divisies doorgebracht, waarvan één in de Segunda División B en vier in de Tercera División. Vrijwel ieder seizoen dat Racing uitkomt in de Primera División strijdt de club tegen degradatie, soms met succes en soms niet. Zo degradeerde de club in 2001 naar de Segunda División A, maar een jaar later keerde Racing de Santander terug op het hoogste niveau. In het seizoen 2007/2008 plaatste Racing zich voor het eerst voor de UEFA Cup. Het team bestond destijds uit onder meer routiniers Pedro Munitis en Nikola Žigić en diverse talenten zoals Ezequiel Garay en Sergio Canales, die later beide naar Real Madrid zouden vertrekken. Na deze succesvolle periode werden de resultaten minder en Racing degradeerde in de zomer van 2012 naar de Segunda División A. In de zomer van 2013 degradeerde Racing wederom, dit keer naar de Segunda División B.
Begin 2014 werd een volgend dieptepunt bereikt want de return in de kwartfinales van de Spaanse beker tussen Racing de Santander en Real Sociedad duurde slechts luttele seconden. De spelers van Racing weigerden namelijk verder te spelen en gingen zij aan zij bij de middencirkel staan, waarna de scheidsrechter besloot de wedstrijd te staken. De selectie en de technische staf hadden er in de aanloop naar het duel al mee gedreigd als de voltallige directie niet zou opstappen. Dit uit ontevredenheid over het al maanden uitblijven van salaris. Deze actie kwam Santander duur te staan want de RFEF besloot de ploeg voor jaargang 2014/15 te weren uit het bekertoernooi, daarnaast moest de club een boete van 3.006 euro betalen.
Het zou duren tot juni 2019 om weer eens een positief evenement mee te maken. Nadat de club de reguliere competitie als kampioen van groep 2 had afgesloten, werd in de play-off Club Deportivo Atlético Baleares verslagen. Zo speelde de ploeg vanaf seizoen 2019/2020 weer in de Segunda División A. Het succes zou van korte duur zijn, aangezien heel het seizoen de ploeg aan de staart bengelde en na 38 wedstrijden van de 42 was de degradatie al een feit. Seizoen 2020/2021 is er weer een in de Segunda División B.  Tijdens dit overgangsseizoen, de laatste maal dat de Segunda B georganiseerd werd, kon de ploeg een plaats afdwingen in het nieuwe derde niveau van het Spaans voetbal, Primera División RFEF.  De ploeg werd in groep 1 ingedeeld en speelde tijdens het seizoen 2021/2022 onmiddellijk kampioen.  Ook de eretitel van algemeen kampioen werd behaald na een 3-0 overwinning tegen de kampioen van de andere groep, FC Andorra.  Zo speelt de ploeg vanaf seizoen 2022/2023 weer in de Segunda División A.

## Eindklasseringen
- 1940 12e
Primera División
- 1941 6e
Segunda División
- 1942 4e
Segunda División
- 1943 7e
Segunda División
- 1944 1e
Tercera División
- 1945 6e
Segunda División
- 1946 9e
Segunda División
- 1947 12e
Segunda División
- 1948 1e
Tercera División
- 1949 11e
Segunda División
- 1950 1e
Segunda División
- 1951 10e
Primera División
- 1952 14e
Primera División
- 1953 11e
Primera División
- 1954 8e
Primera División
- 1955 15e
Primera División
- 1956 11e
Segunda División
- 1957 8e
Segunda División
- 1958 3e
Segunda División
- 1959 9e
Segunda División
- 1960 1e
Segunda División
- 1961 12e
Primera División
- 1962 14e
Primera División
- 1963 3e
Segunda División
- 1964 4e
Segunda División
- 1965 7e
Segunda División
- 1966 8e
Segunda División
- 1967 12e
Segunda División
- 1968 11e
Segunda División
- 1969 2e
Tercera División
- 1970 1e
Tercera División
- 1971 13e
Segunda División
- 1972 15e
Segunda División
- 1973 3e
Segunda División
- 1974 17e
Primera División
- 1975 2e
Segunda División
- 1976 12e
Primera División
- 1977 15e
Primera División
- 1978 13e
Primera División
- 1979 17e
Primera División
- 1980 16e
Segunda División
- 1981 3e
Segunda División
- 1982 12e
Primera División
- 1983 18e
Primera División
- 1984 4e
Segunda División
- 1985 11e
Primera División
- 1986 12e
Primera División
- 1987 17e
Primera División
- 1988 14e
Segunda División
- 1989 6e
Segunda División
- 1990 17e
Segunda División
- 1991 1e
Segunda División B
- 1992 10e
Segunda División
- 1993 3e
Segunda División
- 1994 8e
Primera División
- 1995 12e
Primera División
- 1996 17e
Primera División
- 1997 13e
Primera División
- 1998 14e
Primera División
- 1999 15e
Primera División
- 2000 15e
Primera División
- 2001 19e
Primera División
- 2002 2e
Segunda División
- 2003 16e
Primera División
- 2004 16e
Primera División
- 2005 16e
Primera División
- 2006 17e
Primera División
- 2007 10e
Primera División
- 2008 6e
Primera División
- 2009 12e
Primera División
- 2010 16e
Primera División
- 2011 12e
Primera División
- 2012 20e
Primera División
- 2013 20e
Segunda División
- 2014 1e
Segunda División B
- 2015 19e
Segunda División
- 2016 1e
Segunda División B
- 2017 2e
Segunda División B
- 2018 5e
Segunda División B
- 2019 1e
Segunda División B
- 2020 22e
Segunda División
- 2021 4e
Segunda División B
- 2022 1e
Primera Federación
- 2023 12e
Segunda División
- 2024 7e
Segunda División
- 2025 5e
Segunda División

- Primera División
- Segunda División
- Primera Federación
- Segunda División B
- Tercera Federación

## In Europa
#R = #ronde, Groep = groepsfase, T/U = Thuis/Uit, W = Wedstrijd, PUC = punten UEFA-coëfficiënten .
Uitslagen vanuit gezichtspunt Racing de Santander
| Seizoen                                                    | Competitie    | Ronde        | Land               | Club                | Totaalscore | 1e W    | 2e W    | PUC |
| ---------------------------------------------------------- | ------------- | ------------ | ------------------ | ------------------- | ----------- | ------- | ------- | --- |
| 2003                                                       | Intertoto Cup | 2R           | Vlag van Hongarije | Győri ETO FC        | 2-2         | 1-0 (T) | 1-2 (U) | 0.0 |
|                                                            |               | 3R           | Vlag van Tsjechië  | FC Slovan Liberec   | 1-3         | 0-1 (T) | 1-2 (U) | 0.0 |
| 2008/09                                                    | UEFA Cup      | 1R           | Vlag van Finland   | FC Honka Espoo      | 2-0         | 1-0 (T) | 1-0 (U) | 8.0 |
|                                                            |               | Groep A      | Vlag van Nederland | FC Twente           | 0-1         | 0-1 (U) |         | 8.0 |
|                                                            |               | Groep A      | Vlag van Duitsland | FC Schalke 04       | 1-1         | 1-1 (T) |         | 8.0 |
|                                                            |               | Groep A      | Vlag van Frankrijk | Paris Saint-Germain | 2-2         | 2-2 (U) |         | 8.0 |
|                                                            |               | Groep A (4e) | Vlag van Engeland  | Manchester City FC  | 3-1         | 3-1 (T) |         | 8.0 |
| Totaal aantal behaalde punten voor UEFA-coëfficiënten: 8.0 |               |              |                    |                     |             |         |         |     |

## Bekende (oud-)spelers

### Belgen
- (  ) Meme Tchité
- Erwin Lemmens
- Andre Raes

### Spanjaarden
- Damià Abella
- Iván Bolado
- Gonzalo Colsa
- Adrián González
- Javier Guerrero
- Jairo
- Ricardo López
- Pedro Munitis
- Juan Carlos Pérez
- Salva
- Óscar Serrano
- Toño

- Sergio Canales

### Overig
- Diego Alonso
- Mutiu Adepoju
- Kennedy Bakırcıoğlu
- Yossi Benayoun
- Carlos Bocanegra
- Rodolfo Bodipo
- Fabio Coltorti
- Wilfried Dalmat
- Giovani dos Santos
- Aldo Duscher
- Ezequiel Garay
- Frode Grodås
- Luis Diego López
- Olof Mellberg
- Felipe Melo
- Dmitri Radtsjenko
- Mario Regueiro
- Markus Rosenberg
- Sigurd Rushfeldt
- Lionel Scaloni
- Euzebiusz Smolarek
- Cristhian Stuani
- Gerardo Torrado
- Alexandros Tziolis
- José Luis Zalazar
- Nikola Žigić
- Andrej Zygmantovitsj
- Rafael Zuviría